# Los dos de siempre
Los dos de siempre (original en gallego: Os dous de sempre) es la única novela escrita por el autor gallego conocido simplemente como Castelao publicada en 1934 por la editorial Nós

## Argumento
La obra trata la infancia, juventud y madurez de dos aldeanos de la Galicia de principios del siglo XX llamados Pedriño y Rañolas, los cuales presentan distintos modos de pensar y de afrontar la vida, Rañolas simboliza al hombre idealista, y Pedriño, al realista; lo cual les convierte en hombres totalmente diferentes tras separarse de niños en su pequeño pueblo.

## Estructura
Los dos de siempre se divide en un total de cuarenta y cuatro capítulos de extensión breve. Cada cual, es precedido por una ilustración realizada por el propio Castelao y que simboliza el argumento de cada episodio. La novela también consta de un pequeño epílogo que Castelao redactó a modo de despedida.
La novela viene marcada pues por la estructura del paralelismo.

## Temática
Castelao muestra en esta novela los fenómenos sociales de la época que a él le preocupaban.
La narración se lleva a cabo en una zona rural en la que los dos jóvenes viven completamente en la ignorancia al no disponer de medios para culturizarse. Castelao muestra aquí las duras condiciones que les tocó vivir a las personas de sus tiempos y la dureza de la vida gallega.